# برژتسلاو
بْرْژ ِتْسْلاو (به چکی: Břeclav) شهری در منطقه موراویای جنوبی کشور جمهوری چک است که جمعیت آن در سال ۲۰۰۷ میلادی ۲۴٫۴۰۷ نفر بوده‌است.